# آناند ۲۳۳۲۳
سیارک ۲۳۳۲۳ (به انگلیسی: 23323 Anand، نامگذاری:2001BJ25) بیست و سه هزار و سیصد و بیست و سومین سیارک کشف شده‌است که در ۲۰ ژانویه ۲۰۰۱ کشف شد.
قدر مطلق سیارک برابر ۱۹.۵ است.